# Tiago Rafael Freitas Costa
Tiago Rafael 'Rafa' Freitas Costa (sinh ngày 27 tháng 1 năm 1991) là một cầu thủ bóng đá người Bồ Đào Nha thi đấu cho Amarante ở vị trí tiền vệ chạy cánh phải.